# Selmella
Selmella és un petit nucli deshabitat d'una dotzena de cases que hi ha al terme municipal del Pont d'Armentera, a l'Alt Camp. Segons l'Onomasticon Cataloniae de Joan Coromines, el topònim Selmella (que presenta en els documents diverses variants: Salmella, Saumella, Saumellà, Çolmella, Çaumella, Çomella...) és l'origen dels cognoms Saumell, Saumells i Sumell. És sobre un turó de la serra Morena anomenat peny de Selmella, un lloc privilegiat. Destaca pel Castell de Selmella i per l'església de Sant Llorenç d'estil romànic.